# Kompleks de Rhama
Kompleksem de Rhama w przestrzeni {\displaystyle \mathbb {R} ^{n}} nazywamy kompleks łańcuchowy
{\displaystyle \Omega ^{0}(\mathbb {R} ^{n}){\xrightarrow {d}}\Omega ^{1}(\mathbb {R} ^{n}){\xrightarrow {d}}\cdots {\xrightarrow {d}}\Omega ^{n}(\mathbb {R} ^{n}),}
gdzie:
- {\displaystyle \Omega ^{q}(\mathbb {R} ^{n})} jest {\displaystyle {\mathcal {C}}^{\infty }(\mathbb {R} ^{n})}-modułem q-form różniczkowych

dla każdego {\displaystyle q\in \{1,2,\dots ,n\},}
- {\displaystyle d} jest operatorem różniczkowania form różniczkowych.

Elementy jądra operatora {\displaystyle d} nazywamy formami zamkniętymi, a elementy obrazu nazywamy formami dokładnymi. Kompleks de Rhama umożliwia rozwiązywanie układów równań różniczkowych w zbiorze form zamkniętych. Na przykład aby znaleźć w {\displaystyle \mathbb {R} ^{2}} zamknięte formy postaci
{\displaystyle fdx+gdy,}
należy rozwiązać równanie różniczkowe
{\displaystyle {\frac {\partial g}{\partial x}}-{\frac {\partial f}{\partial y}}=0.}
Formami dokładnymi kompleksu de Rhama są znane z analizy: gradient, dywergencja i rotacja.
Za pomocą operatora różniczkowania form można sformułować twierdzenie Stokesa:
{\displaystyle {}\,\int \limits _{\partial D}\omega =\int \limits _{D}d\;\omega ,}
gdzie {\displaystyle D} jest obszarem w {\displaystyle \mathbb {R} ^{n},} a {\displaystyle \partial D} – jego brzegiem. Wynika stąd, że całka z formy zamkniętej na brzegu dowolnego obszaru jest równa zero.
W podobny sposób, jak w {\displaystyle \mathbb {R} ^{n},} można zdefiniować kompleks de Rhama dla dowolnej rozmaitości różniczkowalnej. Zamiast przestrzeni {\displaystyle \mathbb {R} ^{n}} można rozważać przestrzeń {\displaystyle \mathbb {C} ^{n}} nad ciałem liczb zespolonych {\displaystyle \mathbb {C} .}

## Uściślenie definicji

### Algebra form różniczkowych
Niech {\displaystyle x_{1},\dots ,x_{n}} będą współrzędnymi w {\displaystyle \mathbb {R} ^{n}.} Niech {\displaystyle \Omega ^{*}} będzie algebrą nad ciałem {\displaystyle \mathbb {R} } generowaną symbolami {\displaystyle dx_{1},\dots ,dx_{n}} i o działaniu {\displaystyle \wedge ,} dla których spełnione są dwie zależności:
- {\displaystyle dx_{i}\wedge dx_{i}=(dx_{i})^{2}=0,}
- {\displaystyle dx_{i}\wedge dx_{j}=-dx_{j}\wedge dx_{i},i\neq j.}

Jako przestrzeń wektorowa nad ciałem {\displaystyle \mathbb {R} } algebra {\displaystyle \Omega ^{*}} ma bazę:
{\displaystyle 1,}
{\displaystyle dx_{i},}
{\displaystyle dx_{i}\wedge dx_{j}} dla {\displaystyle i<j,}
{\displaystyle dx_{i}\wedge dx_{j}\wedge dx_{k}} dla {\displaystyle i<j<k,}
...,
{\displaystyle dx_{1}\wedge \cdots \wedge dx_{n}.}
Algebrą {\displaystyle \Omega ^{*}(\mathbb {R} ^{n})} jest algebra
{\displaystyle \Omega ^{*}(\mathbb {R} ^{n})={\mathcal {C}}^{\infty }(\mathbb {R} ^{n})\otimes _{\mathbb {R} }\Omega ^{*},} gdzie {\displaystyle {\mathcal {C}}^{\infty }(\mathbb {R} ^{n})} jest algebrą funkcji gładkich na {\displaystyle \mathbb {R} ^{n}.}
Elementy algebry {\displaystyle \Omega ^{*}(\mathbb {R} ^{n})} nazywamy formami różniczkowalnymi na {\displaystyle \mathbb {R} ^{n}.}
Jeżeli {\displaystyle \omega \in \Omega ^{*}(\mathbb {R} ^{n}),} to formę {\displaystyle \omega } można przedstawić jednoznacznie w postaci:
{\displaystyle \omega =\sum f_{i_{1}\cdots i_{q}}dx_{i_{1}}\wedge \cdots \wedge dx_{i_{q}}=\sum f_{I}dx_{I},} gdzie {\displaystyle 1\leqslant i_{1}<i_{2}<\cdots <i_{q}\leqslant n,} a {\displaystyle f_{i_{1}\cdots i_{q}}\in {\mathcal {C}}^{\infty }(\mathbb {R} ^{n}).}
Jeśli dla każdego składnika sumy {\displaystyle \omega =\sum f_{i_{1}\cdots i_{q}}dx_{i_{1}}\wedge \cdots \wedge dx_{i_{q}}} liczba q jest stała, to formę {\displaystyle \omega } nazywa się gładką q-formą i zapisuje się ten fakt następująco:
{\displaystyle \omega \in \Omega ^{q}(\mathbb {R} ^{n}),}
gdzie {\displaystyle \Omega ^{q}(\mathbb {R} ^{n})} jest modułem nad pierścieniem {\displaystyle {\mathcal {C}}^{\infty }(\mathbb {R} ^{n}).} Można to także zapisać {\displaystyle deg(\omega )=q.}
W module {\displaystyle \Omega ^{*}(\mathbb {R} ^{n})} określona jest gradacja
{\displaystyle \Omega ^{*}(\mathbb {R} ^{n})=\bigoplus {_{q=0}^{n}}\Omega ^{q}(\mathbb {R} ^{n}).}

### Operatordróżniczkowania form różniczkowych
Operator różniczkowania form różniczkowych
{\displaystyle d:\Omega ^{q}(\mathbb {R} ^{n})\to \Omega ^{q+1}(\mathbb {R} ^{n})}
jest określony w następujący sposób:
1. Jeśli {\displaystyle f\in \Omega ^{0}(\mathbb {R} ^{n}),} to {\displaystyle df=\sum {\frac {\partial f}{\partial x_{i}}}dx_{i}.}
2. Jeśli {\displaystyle \omega =\sum f_{I}dx_{I},} to {\displaystyle d\omega =df_{I}\wedge dx_{I}.}

Elementy jądra operatora różniczkowania są nazywane formami zamkniętymi, a elementy jego obrazu – formami dokładnymi. Każda forma dokładna jest zamknięta. Wynika to z równości {\displaystyle d^{2}\omega =0.}

### Własności operatorad
- Jeśli {\displaystyle \omega \in \Omega ^{p}(\mathbb {R} ^{n}),\tau \in \Omega ^{q}(\mathbb {R} ^{n}),} to

{\displaystyle d(\omega \wedge \tau )=(d\omega )\wedge \tau +(-1)^{deg\,\omega }\omega \wedge \tau .}
- {\displaystyle d^{2}=0;} dowodzi się tej równości w dwóch etapach

dla funkcji {\displaystyle d^{2}f=d\left(\sum _{i}{\frac {\partial f}{\partial x_{i}}}\,dx_{i}\right)=\sum _{i,j}{\frac {\partial ^{2}f}{\partial x_{i}\partial x_{j}}},} gdzie współczynniki {\displaystyle {\frac {\partial ^{2}f}{\partial x_{i}\partial x_{j}}}} są symetryczne, a iloczyny {\displaystyle dx_{i}\wedge dx_{j}} są antysymetryczne, bo {\displaystyle dx_{i}\wedge dx_{j}=-dx_{j}\wedge dx_{i},} skąd {\displaystyle d^{2}f=0}
dla form {\displaystyle \omega =f_{I}dx_{I}} mamy {\displaystyle d^{2}\omega =d(df_{I}\wedge dx_{I})=d^{2}f_{I}\wedge dx_{I}=0.}

## Przykłady
- Jeśli {\displaystyle \omega =xdy,} to {\displaystyle d\omega =dx\wedge dy.}
- Dla przypadku przestrzeni {\displaystyle \mathbb {R} ^{3}} moduły {\displaystyle \Omega ^{0}(\mathbb {R} ^{3})} i {\displaystyle \Omega ^{3}(\mathbb {R} ^{3})} mają rangę 1 nad {\displaystyle {\mathcal {C}}^{\infty }(\mathbb {R} ^{3}).} Dlatego możliwe są następujące utożsamienia:

{\displaystyle {\mathcal {C}}^{\infty }(\mathbb {R} ^{3})\simeq \Omega ^{0}(\mathbb {R} ^{3})\simeq \Omega ^{3}(\mathbb {R} ^{3}),}
a konkretnie
{\displaystyle f\longleftrightarrow f\longleftrightarrow fdx\wedge dy\wedge dz.}
- Dla przypadku przestrzeni {\displaystyle \mathbb {R} ^{3}} moduły {\displaystyle \Omega ^{1}(\mathbb {R} ^{3})} i {\displaystyle \Omega ^{2}(\mathbb {R} ^{3})} mają rangę 3. Dlatego możliwe jest utożsamienie gładkich pól wektorowych, 1-form i 2-form:

{\displaystyle {\mathcal {C}}^{\infty }(\mathbb {R} ^{3})\otimes _{\mathbb {R} }\mathbb {R} ^{3}\simeq \Omega ^{1}(\mathbb {R} ^{3})\simeq \Omega ^{2}(\mathbb {R} ^{3}),}
a konkretnie
{\displaystyle X=(f_{1},f_{2},f_{3})\longleftrightarrow f_{1}dx+f_{2}dy+f_{3}dz\longleftrightarrow f_{1}dx\wedge dy-f_{2}dx\wedge dz+f_{3}dy\wedge dz.}
- W przestrzeni trójwymiarowej {\displaystyle \mathbb {R} ^{3}{:}}

Dla funkcji f forma {\displaystyle df={\frac {\partial f}{\partial x}}\,dx+{\frac {\partial f}{\partial y}}\,dy+{\frac {\partial f}{\partial z}}\,dz} jest gradientem.
Dla 1-formy {\displaystyle \omega =f_{1}dx+f_{2}dy+f_{3}dz} forma {\displaystyle d\omega =\left({\frac {\partial f_{3}}{\partial y}}-{\frac {\partial f_{2}}{\partial z}}\right)\,dy\wedge dz+\left({\frac {\partial f_{1}}{\partial z}}-{\frac {\partial f_{3}}{\partial x}}\right)\,dx\wedge dz+\left({\frac {\partial f_{2}}{\partial x}}-{\frac {\partial f_{1}}{\partial y}}\right)\,dx\wedge dy} jest rotacją.
Dla 2-formy {\displaystyle \omega =f_{1}dy\wedge dz-f_{2}dx\wedge dz+f_{3}dx\wedge dy} forma {\displaystyle d\omega =\left({\frac {\partial f_{1}}{\partial x}}+{\frac {\partial f_{2}}{\partial y}}+{\frac {\partial f_{3}}{\partial z}}\right)\,dx\wedge dy\wedge dz} jest dywergencją.

## Literatura dodatkowa
- G. de Rham: Variétés differentiables. Hermann, 1956. Brak numerów stron w książce